# Bofrost
Die Bofrost Dienstleistungs GmbH und Co. KG (Eigenschreibweise bofrost*) ist ein Direktvertreiber von Tiefkühlkost und Speiseeis und aktuell in zwölf Ländern tätig. Das Unternehmen wurde 1966 von Josef H. Boquoi im niederrheinischen Issum gegründet. Unternehmenssitz ist Straelen am Niederrhein.

## Positionierung
In Deutschland beträgt der Marktanteil im Direktvertrieb von Tiefkühlkost und Eiscreme ca. 70 Prozent. In Deutschland gab es 2023/24 114 Niederlassungen und fast 2.900 Tiefkühlspezialfahrzeuge, mit denen rund 2,1 Millionen Haushalte beliefert wurden. Der Marktanteil bei Tiefkühlkost betrug 10,6 %. Bofrost ist in zwölf europäischen Ländern mit 254 Niederlassungen vertreten, beliefert etwa 3,9 Millionen Haushalte und beschäftigt 10.735 Mitarbeiter mit 5583 Tiefkühl-Verkaufsfahrzeugen (Stand: Wirtschaftsjahr 2023/24).
Mitbewerber im Direktvertrieb sind in Deutschland der Eismann Tiefkühl-Heimservice sowie einige regional tätige Anbieter. Des Weiteren steht Bofrost im Wettbewerb mit Online-Händlern wie Amazon.

## Kritik
Für seinen Umgang mit den Betriebsräten erhielt Bofrost 2012 den Negativpreis Big Brother Award. Bofrost hatte widerrechtlich auf Dateien eines Betriebsrats zugegriffen sowie auf den Rechnern auch der Betriebsräte Fernbedienungssoftware zu Wartungszwecken installiert.
Seitens der Gewerkschaft ver.di und diverser Beschäftigter wird kritisiert, dass Vorbereitungen nicht als Arbeitszeit angerechnet werden, das Entlohnungssystem des Konzerns undurchsichtig ist und durch den Austritt Bofrosts aus dem Arbeitgeberverband 2017 Tariflöhne nur noch in Nachwirkung gelten. Außerdem mussten Beschäftigte in Dülmen zeitweise die Reinigung der Beladeplätze zum Teil selbst finanzieren und unbezahlt Inventuren erledigen.

## Auszeichnungen
Mehrfach wurde Bofrost für die Nachhaltigkeit seiner Verpackungen ausgezeichnet. 2015 beispielsweise mit dem DFTA-Innovation Award.

## Kulturelle Rezeption
Einige Lieder beschäftigen sich speziell mit dem „Bofrostmann“ genannten Auslieferungsfahrer:
- Der Bofrost Mann von der Band Die Toten Hosen[12]
- Die Söhne Vom Bofrostmann von Köbes Underground[13]

In Staffel 4 der deutschen Netflix-Serie How to Sell Drugs Online (Fast) spielt der fiktive Tiefkühlkost-Lieferdienst „Brofrost“ eine große Rolle.